# Kondrat Melnik
Kondrat Semiónovich Melnik (en ruso: Кондрат Семёнович Мельник, Ivánkiv, Imperio ruso, 12 de marzojul./ 25 de marzo de 1900greg. - Moscú, Unión Soviética, 3 de mayo de 1971) fue un oficial militar soviético, que combatió en las filas del Ejército Rojo durante la Segunda Guerra Mundial donde alcanzó el rango de teniente general (1943).

## Biografía

### Infancia y juventud
Kondrat Melnik nació el 25 de marzo de 1900, en la pequeña localidad de Ivánkiv, en la gobernación de Kiev, en esa época parte del Imperio ruso (en la actualidad situado en el óblast de Kiev en Ucrania). En marzo de 1919, durante la guerra civil rusa, se unió voluntariamente al Ejército Rojo y se incorporó al 20.º Regimiento soviético. Como parte del 12.º Ejército, luchó en el Frente Sudoeste. Desde mayo de 1920, como parte del segundo escuadrón de caballería independiente, participó en la guerra soviético-polaca de 1920. Más tarde luchó contra formaciones armadas de bandidos en Ucrania.
A partir de octubre de 1921 sirvió en el 8.º Regimiento de Caballería de Cosacos del Chervonno de la 2.ª División de Caballería: primero como subcomandante y posteriormente como comandante de escuadrón. Tras graduarse, en septiembre de 1926, de los cursos de perfeccionamiento para comandantes de caballería, ocupó cargos administrativos y de mando en la 2.ª División de Caballería. En agosto de 1929, fue nombrado jefe de Estado Mayor del 7.º Regimiento de Caballería de la misma división. Después de graduarse en mayo de 1933 de la Academia Militar Frunze asumió el puesto de jefe de Estado Mayor de la 4.ª Brigada de Caballería Independiente. En abril de 1935, la brigada se trasformó en la 16.ª División de Caballería Independiente, y Melnik fue nombrado su jefe de gabinete.
En julio de 1937, asumió el puesto de comandante de la 30.ª División de Caballería del distrito militar de Leningrado, luego, en diciembre, comandante militar de Leningrado. En julio de 1938 fue nombrado jefe de Estado Mayor Adjunto del Frente del Lejano Oriente, en este cargo participó en la batalla del lago Jasán. Entre septiembre de 1938 y julio de 1939 fue jefe de Estado Mayor del 2.º Ejército Independiente Bandera Roja, luego fue enviado a enseñar en la Academia Militar Frunze en Moscú.

### Segunda Guerra Mundial
Al comienzo de la invasión alemana de la Unión Soviética, en julio de 1941, Melnik fue nombrado comandante de la 53.ª División de Caballería Independiente, que, como parte de los 29.º y 16.º ejércitos del Frente Oeste, participó en la Batalla de Smolensk y la Batalla de Moscú. En septiembre de 1941 la división, ahora como parte del grupo de caballería del general Lev Dovator, realizó una incursión de dos semanas detrás de las líneas enemigas y posteriormente libró fuertes batallas defensivas cerca de Moscú.
En enero-febrero de 1942, comandó temporalmente el 2.º Cuerpo de Caballería de la Guardia, y en marzo de 1942 asumió el mando del 15.º Cuerpo de Caballería del Frente Transcaucásico, que formaba parte del grupo de tropas del Ejército Rojo en Irán. En octubre de 1942, Melnik fue nombrado comandante del 44.º Ejército. En noviembre de 1942, fue el comandante del 58.º Ejército del Frente Transcaucásico, cuyas tropas durante diciembre libraron sangrientas batallas defensivas en la línea que corría a lo largo de las poblaciones de Mozdok y Verkhny Kurp, durante la batalla del Cáucaso. Posteriormente, el ejército bajo su mando participó en la operación ofensiva de Krasnodar.
En abril de 1943 obtuvo el grado de teniente general. A finales de octubre de 1943, fue nombrado comandante del 56.º Ejército, que, como parte del Frente del Cáucaso Norte, participó en la ofensiva de Novorosíisk-Tamán. Desde noviembre de 1943, fue subcomandante, y desde abril de 1944, Comandante del Ejército Independiente Primorski (también llamado Ejército Costero Independiente). Las tropas bajo su mando operaron con éxito en las batallas en el Cáucaso del Norte y posteriormente durante la ofensiva de Crimea. Después de la liberación de la península de Crimea, el ejército defendió la costa de Crimea hasta el final de la guerra.

### Posguerra
Después de la guerra, fue nombrado comandante de las tropas del Distrito Militar de Tauride, en julio de 1946 fue subcomandante de las tropas, y desde febrero de 1947 fue jefe de Estado Mayor y primer subcomandante de las tropas del distrito. En diciembre de 1951, estuvo a disposición de la 10.ª Dirección del Estado Mayor General, luego a partir de marzo de 1952 fue el principal asesor militar del ejército rumano y agregado militar en la Embajada de la URSS en Rumania.
Desde abril de 1954, se desempeñó como vicepresidente del Comité Central de la asociación paramilitar DOSAAF (Sociedad Voluntaria de Ayuda al Ejército, Fuerza Aérea y Marina). En marzo de 1958 fue puesto a disposición del Ministerio de Defensa de la URSS, luego en junio del mismo año fue nombrado jefe de la Dirección de Entrenamiento No Militar, puesto en el que permaneció hasta abril de 1961, en que se retiró del servicio activo.
Murió el 3 de mayo de 1971, en Moscú y fue enterrado en el cementerio Vvedénskoye de la capital rusa.

## Rangos militares
- Kombrig (14 de junio de 1937)
- Mayor general (10 de enero de 1942)
- Teniente general (28 de abril de 1943).[4]

## Condecoraciones
A lo largo de su servicio militar Kondrat Melnik recibió las siguientes condecoracionesː
|  | Orden de Lenin (21 de febrero de 1945)                                                                      |
|  | Orden de la Bandera Roja, tres veces (3 de noviembre de 1942, 3 de noviembre de 1944 y 20 de junio de 1949) |
|  | Orden de Suvórov de 1.er grado (16 de mayo de 1944)                                                         |
|  | Orden de Kutúzov de 2.do grado (28 de enero de 1943)                                                        |
|  | Orden de la Guerra Patria de 1.er grado (24 de febrero de 1945)                                             |
|  | Medalla del 20.º Aniversario del Ejército Rojo de Obreros y Campesinos                                      |
|  | Medalla por la Defensa de Moscú (1944)                                                                      |
|  | Medalla por la Defensa del Cáucaso (1944)                                                                   |
|  | Medalla por la Victoria sobre Alemania en la Gran Guerra Patria 1941-1945 (1945)                            |
|  | Medalla por el Trabajo Valiente en la Gran Guerra Patria 1941-1945                                          |